# Wilbrandia ebracteata
Wilbrandia ebracteata là một loài thực vật có hoa trong họ Cucurbitaceae. Loài này được Cogn. miêu tả khoa học đầu tiên năm 1878.